# Breitscheidplatz

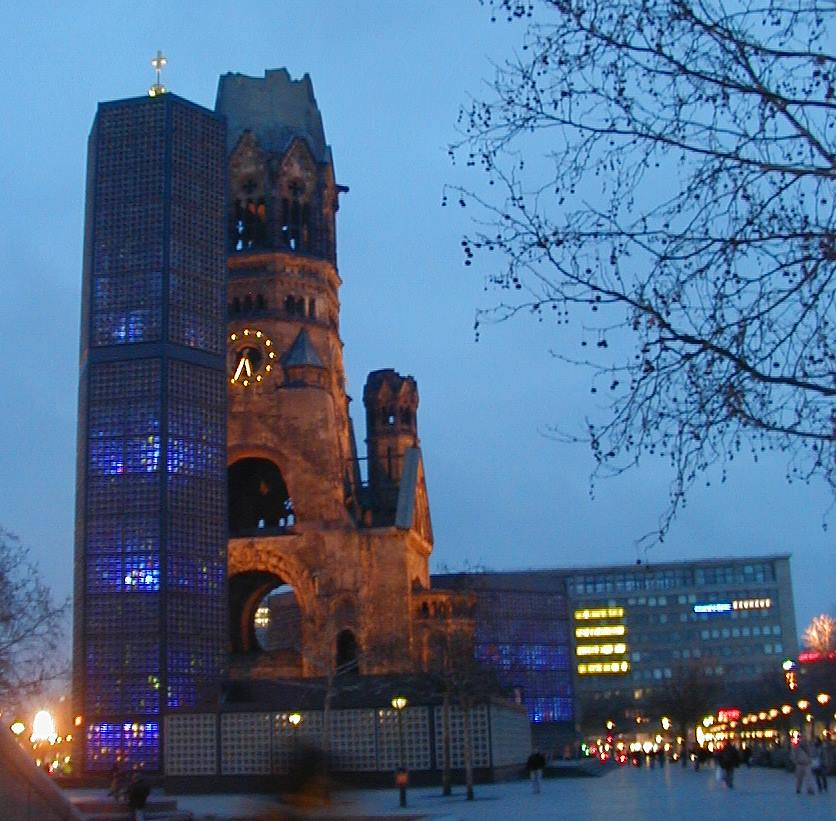
Gedächtniskirche en Breitscheidplatz bij nacht

De Breitscheidplatz is een plein in de Duitse hoofdstad Berlijn. Het plein ligt in het hart van de City-West, het gebied dat zich tijdens de deling van de stad tot het West-Berlijnse centrum ontwikkelde, en behoort tot het stadsdeel Charlottenburg. De Breitscheidplatz vormt een open ruimte tussen twee drukke doorgaande wegen: de Budapester Straße aan de noordzijde en de as Kurfürstendamm - Tauentzienstraße in het zuiden. Op het midden van het plein staat de Kaiser-Wilhelm-Gedächtniskirche, deels ruïne en deels nieuwbouw en een van de meest sprekende symbolen van Berlijn. Aan de oostzijde wordt het plein geflankeerd door het Europa-Center, een hoogbouwcomplex uit de jaren zestig. Tussen de genoemde gebouwen bevindt zich sinds 1983 een grote fontein, de Weltkugelbrunnen ("Wereldbolbron"). De Breitscheidplatz wordt in het westen begrensd door het Schimmelpfeng-Haus, dat de Kantstraße overspant. Van de vooroorlogse bebouwing van het plein is, met uitzondering van de Gedächtniskirche, weinig overgebleven. De heraanleg van het plein na de Tweede Wereldoorlog met grootschalige nieuwbouw in Internationale Stijl moest de positie van de Breitscheidplatz in het hart van West-Berlijn benadrukken. Het ensemble van gebouwen rond het plein staat onder monumentenbescherming.
In 1889 werd het voordien naamloze plein naar Johannes Gutenberg, uitvinder van de boekdrukkunst, tot Gutenbergplatz gedoopt. Drie jaar later hernoemde men het plein echter tot Auguste-Viktoria-Platz, ter ere van de laatste Duitse keizerin. Zijn huidige naam kreeg de Breitscheidplatz in 1947 en is een eerbetoon aan Rudolf Breitscheid, een sociaaldemocratisch politicus die vanwege zijn verzet tegen het naziregime vermoord werd in het concentratiekamp Buchenwald.
Tussen 2005 en 2006 werd het plein heringericht. Tijdens deze operatie verving men de bestrating, verlichting en beplanting van de Breitscheidplatz en werd een autotunnel in de Budapester Straße afgesloten en opgevuld met aarde.

## Aanslag op een kerstmarkt
Op 19 december 2016 rond 20.00 uur reed een vrachtwagen in op de mensenmassa op een kerstmarkt op het plein. Later bleek het om een terroristische aanslag te gaan. 12 mensen overleefden het niet en er raakten 48 mensen (zwaar)gewond. Een dag later werd in de Gedächtniskirche een herdenkingsdienst gehouden, waarbij onder andere Bondskanselier Angela Merkel aanwezig was.

## Verkeer en vervoer
Onder het plein bevindt zich de splitsing van de metrolijnen U1 en U2, die in oostelijke richting gezamenlijk naar de Wittenbergplatz lopen. Aan de westzijde van de Breitscheidplatz bevinden zich toegangen tot twee metrostations: Kurfürstendamm (U1/U9) en Zoologischer Garten (U2/U9). Ook het spoorweg- en S-Bahnstation Berlin Zoologischer Garten (Bahnhof Zoo) en het busstation aan de Hardenbergplatz zijn nabij.